# CS Târgu Mureș
CS Târgu Mureș war ein rumänischer Sportverein aus Târgu Mureș, Kreis Mureș. Er spielte insgesamt zehn Spielzeiten in der höchsten rumänischen Fußballliga, der Divizia A. Die Eishockeyabteilung des Vereins wurde zweimal rumänischer Meister.

## Geschichte
CS Târgu Mureș wurde im Jahr 1944 von rumänischen Bahnarbeitern unter dem Namen ASM Târgu Mureș (auf Deutsch Arbeitersportvereinigung) mit dem Ziel gegründet, die besten Spieler der Stadt in einer gemeinsamen Mannschaft spielen zu lassen, nachdem sich die meisten übrigen Vereine in den Wirren des Zweiten Weltkrieges aufgelöst hatten. Nach Kriegsende änderte der Verein seinen Namen in Dermagant Târgu Mureș und im Jahr 1946 gelang ihm die Qualifikation zur Divizia A, als der Ligenbetrieb wieder aufgenommen wurde.
Nachdem der Name im Jahr 1948 erneut geändert worden war – der Verein nannte sich nun RATA Târgu Mureș nach dem Unternehmen, zu dem er gehörte –, gelang in der Saison 1948/49 unter Trainer Iuliu Baratky mit einem vierten Platz der größte Erfolg der Vereinsgeschichte. Anschließend änderte der Verein wiederum seinen Namen – diesmal in Locomotiva Târgu Mureș. Nach zwei Spielzeiten im Abstiegskampf konnte Locomotiva die Saison 1952 unter dem Trainer Ștefan Dobay erneut mit dem vierten Platz abschließen.
Nachdem der Abstieg in der Saison 1954 nur knapp vermieden werden konnte, stieg Locomotiva im Jahr 1955 erstmals in die Divizia B ab. Unter dem neuen Namen Energia Târgu Mureș gelang bereits ein Jahr später der Wiederaufstieg, doch in der folgenden Spielzeit stand erneut der Abstieg fest. Der Verein änderte im Sommer 1958 seinen Namen in CS Târgu Mureș. Nach dem Abstieg aus der Divizia B im Jahr 1960 schloss sich CS mit dem Lokalrivalen Voința zum neuen Verein CS Mureșul zusammen.

## Erfolge
- Aufstieg in die Divizia A: 1946, 1956

## Bekannte Spieler
- Iuliu Baratky

## Eishockey
Die Eishockeyabteilung von CS Târgu Mureș wurde in den Jahren 1950 und 1951 rumänischer Meister.